# Cottage Country
Pour plus de détails, voir Fiche technique et Distribution.
Cottage Country est un film canadien réalisé par Peter Wellington et sorti en 2013.

## Synopsis
Todd espère demander sa petite amie, Cammie, en mariage dans le cottage familial. Leur séjour est perturbé quand son frère Salinger débarque, accompagné de Masha, sa petite amie. Todd finit par demander à Salinger de lui laisser le cottage, mais Salinger ne veut rien savoir. S'ensuit alors une dispute dans laquelle Todd tue Salinger avec une hache par accident.

## Fiche technique
- Titre : Cottage Country
- Réalisation : Peter Wellington
- Scénario : Jeremy Boxen
- Musique : Asher Lenz et Stephen Skratt
- Photographie : Luc Montpellier
- Montage : Christopher Donaldson
- Production : Frank Siracusa
- Société de production : Whizbang Films
- Pays :  Canada
- Genre : Comédie horrifique
- Durée : 91 minutes
- Dates de sortie : 
  -  Canada : 1er novembre 2013 (Slimebone City Horror Film Festival)

## Distribution
- Malin Åkerman : Cammie Ryan
- Tyler Labine : Todd Chipowski
- Lucy Punch : Masha
- Dan Petronijevic : Salinger Chipowski
- Benjamin Ayres : Dov Rosenberg
- Kenneth Welsh : Earl
- Nancy Beatty : Mary
- Sabrina Grdevich : le sergent Mackenzie
- Jim Annan : l'agent Grant
- Jonathan Crombie : Dan Mushin

## Distinctions
- Prix Écrans canadiens 2014 : nommé pour le prix des Meilleurs maquillages[1].